# أندريا فيلاسكو
أندريا فيلاسكو (بالإسبانية: Andrea Velasco) هي مغنية وممثلة تشيلية، ولدت في 7 ديسمبر 1981 في سانتياغو في تشيلي.

## وصلات خارجية
- أندريا فيلاسكو على موقع IMDb (الإنجليزية)
- أندريا فيلاسكو على موقع قاعدة بيانات الفيلم (الإنجليزية)